# إيناس نور
إيناس نور (20 نوفمبر 1975 -)، ممثلة مصرية.

## حياتها
بدأت في فوزاير نيللي عام 1981 وهي في الخامسة من عمرها، شاركت في عدد من الأعمال الفنية مثل مسلسلات الرقص على سلالم متحركة ولحظات حرجة وأفلام أبو علي ومحامي خلع وعبود على الحدود عام 1999 والنوم في العسل وبالعربى سندريلا وجاي في السريع. بدأت مشوارها الفنى وهي طفلة صغيرة في الخامسة من عمرها، عندما شاركت الفنانة نيللى في إحدى حلقات الفوازير الرمضانية. التحقت بالمعهد العالي للفنون المسرحية قسم التمثيل والإخراج وتخرجت منه عام 1999.

## أعمالها
- 2020: الحيطة.
- 2016: ستات قادرة
- 2014: زمن أبو الدهب.

## وصلات خارجية
- إيناس نور على موقع أرشيف الشارخ.
- إيناس نور على موقع الدهليز
- إيناس نور على موقع قاعدة بيانات الأفلام العربية